# Folia
« La Follia » redirige ici. Pour l'ensemble instrumental, voir La Follia (groupe).
La Folia (en portugais) également appelée Follia (en italien) ou communément Folies d'Espagne, est une danse apparue au XVe siècle au Portugal dont le thème a servi pour des variations à plus de 150 compositeurs, de Lully à Sergueï Rachmaninov en passant par Arcangelo Corelli et Antonio Vivaldi.
La progression harmonique se retrouve également dans de nombreuses pièces, que ce soit des pièces classiques (Cantate BWV 212 de Bach, deuxième mouvement de la Symphonie n°5 de Beethoven), des musiques de films (dans la BO de 1492 de Vangelis) et dans des pièces de musique populaire (le cantique Perdono, mio Dio, la chanson Oops!... I Did It Again).
Huit dernières mesures du thème (conséquent) :

## Histoire
Sa forme la plus ancienne est née au Portugal, avant d'être reprise et de connaître un certain engouement en Espagne. Des poètes écrivent des textes sur ce thème, tels Diego Sánchez de Badajoz et le Portugais Gil Vicente « chez qui La Folia est associée à des personnages populaires, bergers ou paysans en général, occupés à danser et à chanter avec énergie (d'où son nom de folia, qui signifie à la fois « amusement débridé » et « folie » en portugais) ». La première publication dans le De musica libri septem de Francisco de Salinas date de 1577. Il est plus ancien encore, puisqu'on en trouve une variante à la fin du XVe siècle dans la chanson de berger Rodrigo Martinez du Cancionero de Palacio, dans des œuvres de Juan del Encina et dans des frottoles de Bartolomeo Tromboncino et de Giacomo Fogliano.
Il faut noter cependant que la progression de l’accord finalement associée à la "Folia ultérieure" est apparue dans les sources musicales près d’un siècle avant la première utilisation documentée du nom "Folia".
Cette progression a émergé entre la fin du XVe siècle et le début du XVIe siècle dans le répertoire vocal trouvé à la fois en italien ("Canzoniere di Montecassino", "Canzoniere di Perugia" et dans le répertoire frottola) et sources espagnoles (principalement dans le "Cancionero Musical de Palacio" et, quelques années plus tard, dans le répertoire ensaladas).
Au début du XVIIe siècle, elle arrive en Italie en même temps que la guitare espagnole et les danses qu'elle accompagne : la sarabande, la passacaille ou encore la chaconne. Elle est adoptée par Kapsberger qui en publie des variations dans son Libro primo d'intavolatura di chitarone (1604). Son nom portugais est italianisé en follia.
Une forme plus récente naît dans les années 1670. Elle est attestée pour la première fois dans Les Folies d'Espagne pour ensemble de hautbois et bassons de Lully, nom sous lequel elle reste connue en France. Michel Farinel l'importe en Angleterre, où elle prend le nom de Farinel's Ground (« ostinato de Farinel »). On peut se faire une idée de l'engouement provoqué par ce thème en lisant ce que dit Robert de Visée dans l'introduction de son Livre de guittarre (1682) : « …on ni trouvera point non plus de folies d'Espagne. Il en court tant de couplets dont tous les concerts retentissent, que je ne pourois que rebattre les folies des autres. » En 1717, le maître à danser allemand Gottfried Taubert écrit également que la folia est « la plus connue des mélodies de sarabande ». En France, dans sa Troisième Suite en ré mineur de ses Pièces de Clavecin (1689), Jean-Henry d'Anglebert donne vingt-deux couplets sur Les Folies d'Espagne, et François Couperin compose vers 1722 Les Folies françaises ou les Dominos, suite de variations sur un thème musical très proche (Troisième livre de clavecin, 13e ordre, si mineur).
Le thème est repris notamment par Bernardo Pasquini, Partite sopra la Aria della Folia da Espagna pour clavecin, Corelli en 1700 dans la sonate Op. V no 12, Marin Marais en 1701 dans le deuxième livre de ses Pièces de viole, Alessandro Scarlatti dans ses Variazioni sulla “Follia di Spagna” qui terminent la Toccata nel Primo Tono pour clavecin (1710), Antonio Vivaldi avec La Follia (Vivaldi) (sonata da camera no 12 de ses douze Sonates en trio, op. 1 vers 1705) et son opéra Orlando Furioso en 1727 et Bach dans sa cantate dite « des paysans » BWV 212, en 1742. Son fils Carl Philipp Emanuel publie 12 Variations auf die Folie d'Espagne pour pianoforte WQ. 118/119 et 270. Celle de Corelli, incluse dans l'Opus 5 de ses sonates pour violon et continuo, eut une influence particulière sur la formation d'une vaste gamme de styles de variations sur ce thème, ensuite imitées par d'innombrables compositeurs plus ou moins connus.
Selon le musicologue portugais Rui Vieira Nery (pt), ces différents traitements d’un même thème relèvent d'une « subversion […] où la plus savante variation, l'ornementation la plus débridée ne brisent jamais l'élan hypnotique initial. Dans ces « standards » avant la lettre, la déraison de chacun, compositeurs et interprètes, transporte l'auditeur ».
Dans toute l'Europe et durant tout le XVIIIe siècle, la folia devient l'un des terrains favoris pour des variations instrumentales d'une haute virtuosité.
Mais l'engouement pour la folia diminue au cours du XIXe siècle, même si on la retrouve dans certaines brillantes variations pour le clavier, comme la Rhapsodie espagnole de Liszt ou dans Les Folies d'Espagne variées et un menuet de Fernando Sor. Elle connaît un regain au XXe siècle avec notamment Rachmaninov dans ses Variations sur un thème de Corelli (1931) ou Manuel María Ponce et ses Variations sur « Folia de España » et Fugue pour guitare. Depuis, elle a été fréquemment utilisée par les compositeurs les plus variés comme par Vangelis pour la bande originale du film 1492 : Christophe Colomb, Cécile Corbel dans son quatrième album Rose et Pierre Charvet dans Vercingétorix. Elle apparaît également dans le Laudate dominum de Taizé. On la retrouve aussi dans The Gael de Dougie MacLean qui inspira la musique du film Le dernier des Mohicans. Même au XXIe siècle, certains compositeurs lui rendent hommage comme les Folies d'Espagne 315-30 de Bruno Giner pour quatuor à cordes pincées (2 mandolines, mandole et guitare).

## Analyse musicale

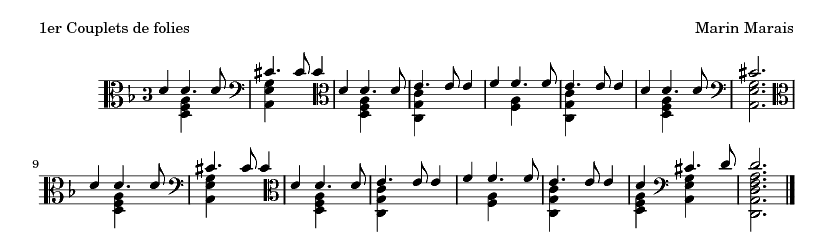
Premier couplets (sic) des Folies d'Espagne de Marin Marais pour viole de gambe et basse continue (partie de viole)

Le thème de La Folia repose sur la succession d'accords (ici en ré mineur) :
Ré m / La(7) / Ré m / Do / Fa / Do / Ré m / La(7)
Ré m / La(7) / Ré m / Do / Fa / Do / Ré m - La(7) / Ré m

## Discographie
Quelques disques permettent d'aborder ce thème musical de façon exclusive. Ceux enregistrés par Jordi Savall regroupent une petite vingtaine de versions différentes, dont celles d'Arcangelo Corelli, de Diego Ortiz ou de Marin Marais.
- La Folia (1490-1701) - Jordi Savall et al. (1998, SACD Alia Vox AVSA 9805) (Fiche sur medieval.org)
- Altre Follie (1500-1750) - Hespèrion XXI, Jordi Savall (02-3 juin 2005, SACD Alia Vox AVSA 9844) (Fiche sur medieval.org)
- Laced, Unlaced : Corelli, Ortiz, Bach, Leclair - Emilie Autumn, violon (2007, Trisol Music Group) (OCLC 276344429)
- El Nuevo Mundo - Folias Criollas - Tembembe Ensamble Continuo, La Capella Reial de Catalunya, Hespèrion XXI, dir. Jordi Savall (août 2009 et janvier 2010, SACD Alia Vox AVSA9876) (Fiche sur medieval.org)

## Au cinéma
- 1991 : Tous les matins du monde, d'Alain Corneau (Folies d'Espagne, de Marin Marais, jouée par Guillaume Depardieu[9]).
- 1992 : 1492 : Christophe Colomb  (Conquest Of Paradise) de Ridley Scott.
- 1992 : Le Dernier des Mohicans (The Last of the Mohicans) de Michael Mann.
- 2018 : Mademoiselle de Joncquières, d'Emmanuel Mouret (La Follia (Vivaldi)[10]).